# 多治見市立滝呂小学校
多治見市立滝呂小学校（たじみしりつ たきろしょうがっこう）とは、岐阜県多治見市にある公立小学校。

## 通学区域
- 通学区域は、滝呂町1-17丁目、下沢町4丁目の一部であり、公立中学校の進学先は多治見市立多治見中学校である[1]。

## 沿革
- 1873年（明治6年） - 弘道館が開校。未認可校であった。
- 1884年（明治17年） - 求英小学校[注釈 1]滝呂分教場が設置される。
- 1886年（明治19年）
  - 10月 - 滝呂簡易科小学校として独立。
  - 12月 - 滝呂尋常小学校に改称する。
- 1889年（明治22年）7月1日 - 土岐郡笠原村が発足。
- 1907年（明治40年） - 笠原尋常高等小学校に統合され、滝呂分教場となる。
- 1923年（大正12年）10月10日 - 笠原村が町制施行し、笠原町[注釈 2]となる。
- 1936年（昭和11年）1月 - 独立し、笠原第二尋常小学校となる。
- 1941年（昭和16年） - 笠原第二国民学校に改称する。
- 1947年（昭和22年） - 笠原町立笠原第二小学校に改称する。
- 1951年（昭和26年）
  - 4月1日 - 笠原町が多治見市に編入される。同時に多治見市立笠原第二小学校に改称する。
  - 7月 - 多治見市立滝呂小学校に改称する。
- 1957年（昭和32年） - 校舎（鉄筋コンクリート造）が完成。
- 1981年（昭和56年） - 校舎（鉄筋コンクリート造）を増築。
- 2006年（平成18年） - 現在地に新校舎（鉄筋コンクリート造（一部木造）地下1階地上2階建）、管理棟、体育館が完成し、移転。

## 主な出身者
- 長江有祐（ラグビー選手・日本代表）